# Андрієвка (Ардатовський район)
Андрі́євка (рос. Андреевка, ерз. Андрейвеле) — село у складі Ардатовського району Мордовії, Росія. Входить до складу Кученяєвського сільського поселення.

## Населення
Населення — 132 особи (2010; 151 у 2002).
Національний склад (станом на 2002 рік):
- росіяни — 74 %